# Exocentrus validus
Exocentrus validus là một loài bọ cánh cứng trong họ Cerambycidae.